# Паметне наочаре
Паметне наочаре (енгл. Smartglasses) представљају носиви рачунар са оптичким дисплејем или компјутеризоване наочаре повезане са интернетом, са транспарентним слојем који има могућност рефлектовања пројектованих дигиталних слика, али омогућује и гледање кроз њега.

## Функционалности
Док су ранији модели могли да обављају само једноставне задатке, као што је приказ за удаљене системе, модерне паметне наочаре су у пракси носиви рачунари који могу да покрећу сопствене мобилне апликације. Неке могу да се користе без употребе руку, где је могуће комуницирати са интернетом преко гласовних команди природног језика, док друге користе дугмиће.
Као и остали рачунари, паметне наочаре могу да сакупљају информације на основу унутрашњих и спољашњих сензора. Могу да контролишу или примају податке од других инструмената или рачунара. Могу да подржавају бежичне технологије као што су Блутут, Wi-Fi или GPS. Мањи број модела користи мобилни оперативни систем и функционише као преносиви медија плејер.
Паметне наочаре могу да укључују и функционалности као што су фото-апарат, акцелерометар, термометар, висиномер, барометар, компас, хронограф, калкулатор, мобилни телефон, GPS навигација, приказ мапе, графички дисплеј, календар, сат, читач картице и пуњиву батерију. Могу да комуницирају са бежичним слушалицама, микрофоном, мобилним модемом или другим уређајима.

## Управљање
Паметне наочаре које се постављају на главу нису намењене да буду радне станице, па традиционални улазни уређаји као што су тастатура и миш нису подржани. Уместо њих, постоји више алтернативних метода за управљање оваквим уређајима:
- тачпед или дугмићи
- компатибилни уређаји (нпр. паметни телефони) за даљинску управу
- препознавање говора
- препознавање гестова[10]
- праћење ока
- интерфејс мозак-рачунар

## Списак паметних наочара у производњи
- – камера постављена код очију и
- – рачунар постављен на главу
- – камера постављена код очију и
- – камера постављена код уха
- – носиви уређај увећане реалности
- Виртуелни мрежњачни дисплеј – технологија која пројектује слике директно на мрежњачу